# Parc national du Mont-Orford

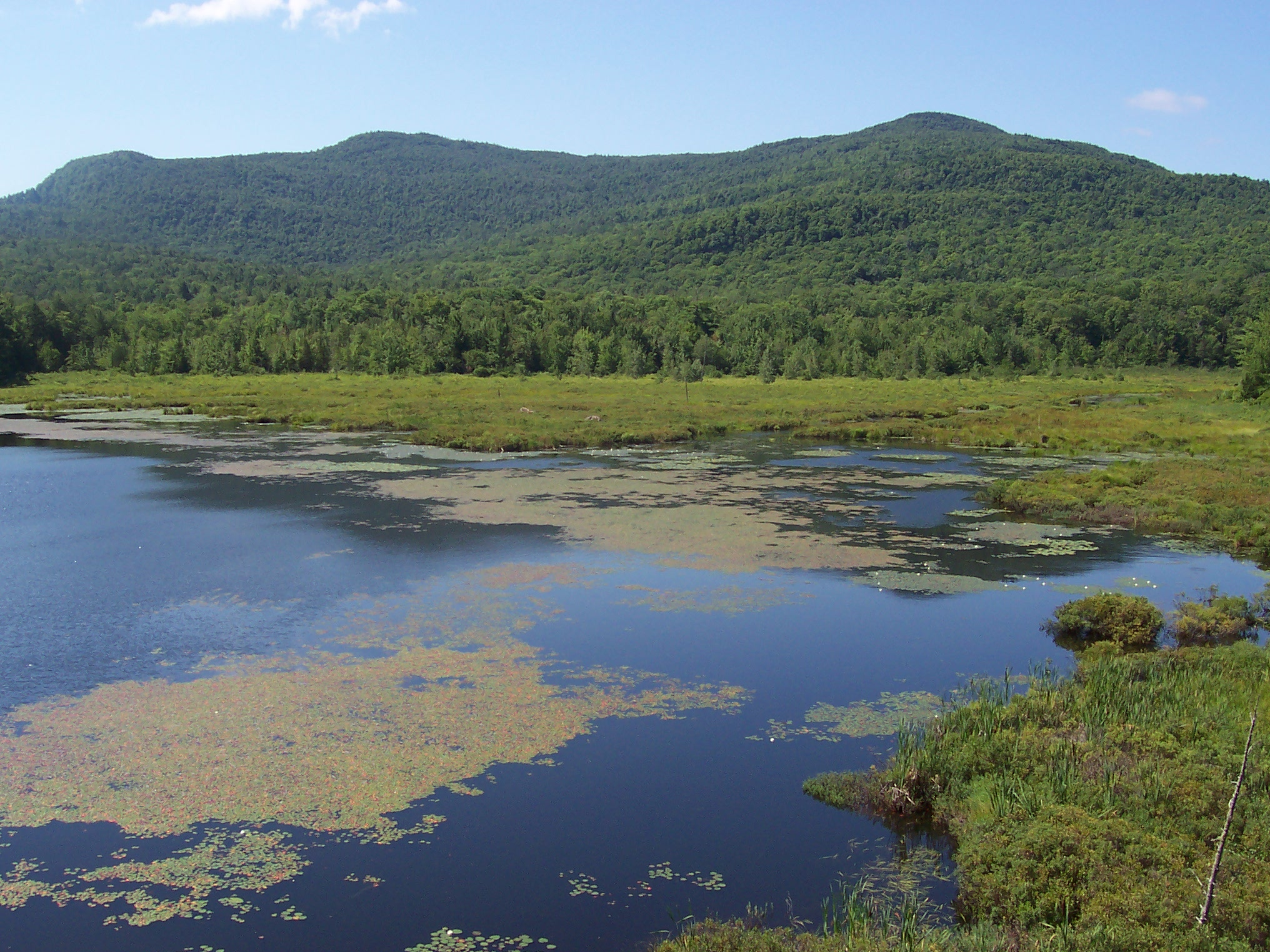
Étang Fer de Lance

Der Mont-Orford-Nationalpark bzw. Parc national du Mont-Orford ist einer der aktuell 27 Nationalparks in der kanadischen Provinz Québec. Dort entspricht ein Parc national dem, was in den übrigen Provinzen als Provincial Park bezeichnet wird. Der Park wird von Sépaq (französisch Société des établissements de plein air du Québec bzw. englisch Society of outdoor recreation establishments of Quebec) betrieben und ist der älteste der Provinzparks in Québec.
Die Aufgabe des bereits 1979 im äußersten Süden der Provinz südlich des Sankt-Lorenz-Stroms eingerichteten, 58,37 km² großen Parks, besteht darin, das Gebiet um den namensgebenden Berg zu schützen und zu repräsentieren. Der Park liegt westlich von Sherbrooke und nördlich von Magog. Um zu vermeiden, dass Freizeitaktivitäten das Ökosystem zerstören, sind sie auf bestimmte Gebiete beschränkt. So besteht mit dem Centre d'art Orford eine Konzerthalle, des Weiteren ist der Berg ein Ski- und Wandergebiet. Die beiden wichtigsten Seen sind der Lac Fraser und der Lac Stukely; nach ihnen sind zugleich die beiden Sektoren des kleinen Parks benannt.

## Geschichte
1938 einigten sich die umliegenden Gemeinden darauf, den Berg vor industrieller Nutzung (Entwicklung) zu schützen. Wenige Jahre später entstand ein Golfplatz. Im Zuge der Expo 67 wurde das Centre d'art Orford errichtet, bald folgte eine Skistation. 1976 dehnte die Regierung das Gebiet des Parks von etwa 40 auf 58,37 km² aus. Zunächst wollte sie die Einrichtung aus dem Park entfernen, doch 1979 entschied man sich, dass der Park sowohl ökologischen als auch Freizeitzwecken dienen sollte.
2005 begannen Lobbygruppen der Immobilien- und Bauindustrie ihren Einfluss bei der Regierung geltend zu machen. Sie erreichten, dass Québec die Erlaubnis gab, mitten im Park, um die Skistation, auf 649 ha Unterkünfte für rund 1000 Besucher zu bauen. Dagegen organisierte die Gruppe SOS Parc Orford Widerstand, da sie dies für gesetzeswidrig hielt. Darauf reagierte das zuständige Ministère du Développement durable, de l’Environnement et des Parcs (Ministerium für nachhaltige Entwicklung, Umwelt und Parks) mit dem Angebot, die Parkfläche zu verdoppeln. SOS Parc Orford lehnte dies mit dem Hinweis ab, es handle sich um ökologisch arme Gebiete, und damit könne keineswegs der Verlust des in dieser Hinsicht bedeutendsten Gebiets im Park kompensiert werden. Am 21. April 2006 verfassten acht ehemalige Parkdirektoren einen offenen Brief an die Regierung, am nächsten Tag demonstrierten 12.000 Menschen in Montréal gegen die Baupläne. Die Regierung reduzierte nun das Baugebiet auf 579 ha, doch am 7. Mai 2007 fand sie keine Mehrheit im Parlament. Dennoch nahm sie das Gesetz, das diesen Verkauf erst ermöglicht hatte, nicht zurück. Erst mit dem Gesetz den Mont-Orford-Nationalpark betreffend, dem loi concernant le parc national du Mont-Orford vom 26. Mai 2010 wurden die Freizeitanlagen und die vorgesehenen Baustellen wieder in den Park integriert, der Golfplatz renaturiert.

## Flora und Fauna
Insgesamt wird das Ökosystem nicht nur von der Tourismus- und Unterhaltungsindustrie bzw. der Bauindustrie und dem Immobiliengeschäft bedroht, sondern auch von der Peripherie her. Einerseits wird dort nach wie vor gejagt, andererseits zieht die Freizeitindustrie Straßenverkehr an, der entsprechend anwachsende Zahlen von Tierunfällen hervorruft. Darüber hinaus schädigen Trockenlegungen und Versiegelungen zugunsten von Hotels und Freizeitstätten in der Nachbarschaft das Wassersystem.
In den zahlreichen Teichen und Tümpeln des Parks leben Schnapp- und Zierschildkröten, wobei der Waschbär als ihr gefährlichster Eierräuber gilt.
Ein Wanderfalkenpaar nistet seit 2008 am Pic aux Corbeaux, was einen Erfolg der seit 2002 laufenden Kampagne zur Wiederansiedlung dieser Vögel im Süden Québecs darstellt.
Das in allen kanadischen Parks häufige Lagerfeuer bringt für die Insektenwelt große Gefahren mit sich, denn vielfach wird nicht verbrauchtes Holz von einem Park zum nächsten mitgenommen. Dabei werden unbeabsichtigt immer neue Arten eingeschleppt, auch solche, die Baumkrankheiten verursachen.